# Tisana
Una tisana és una beguda obtinguda per infusió o decocció de substàncies vegetals (plantes medicinals, espècies i altres) en aigua i generalment edulcorada amb sacarosa. No conté cafeïna.
Té un baix contingut en principis actius i és emprada principalment com a remei casolà: tisana de til·la, de camamilla, de menta, etc.

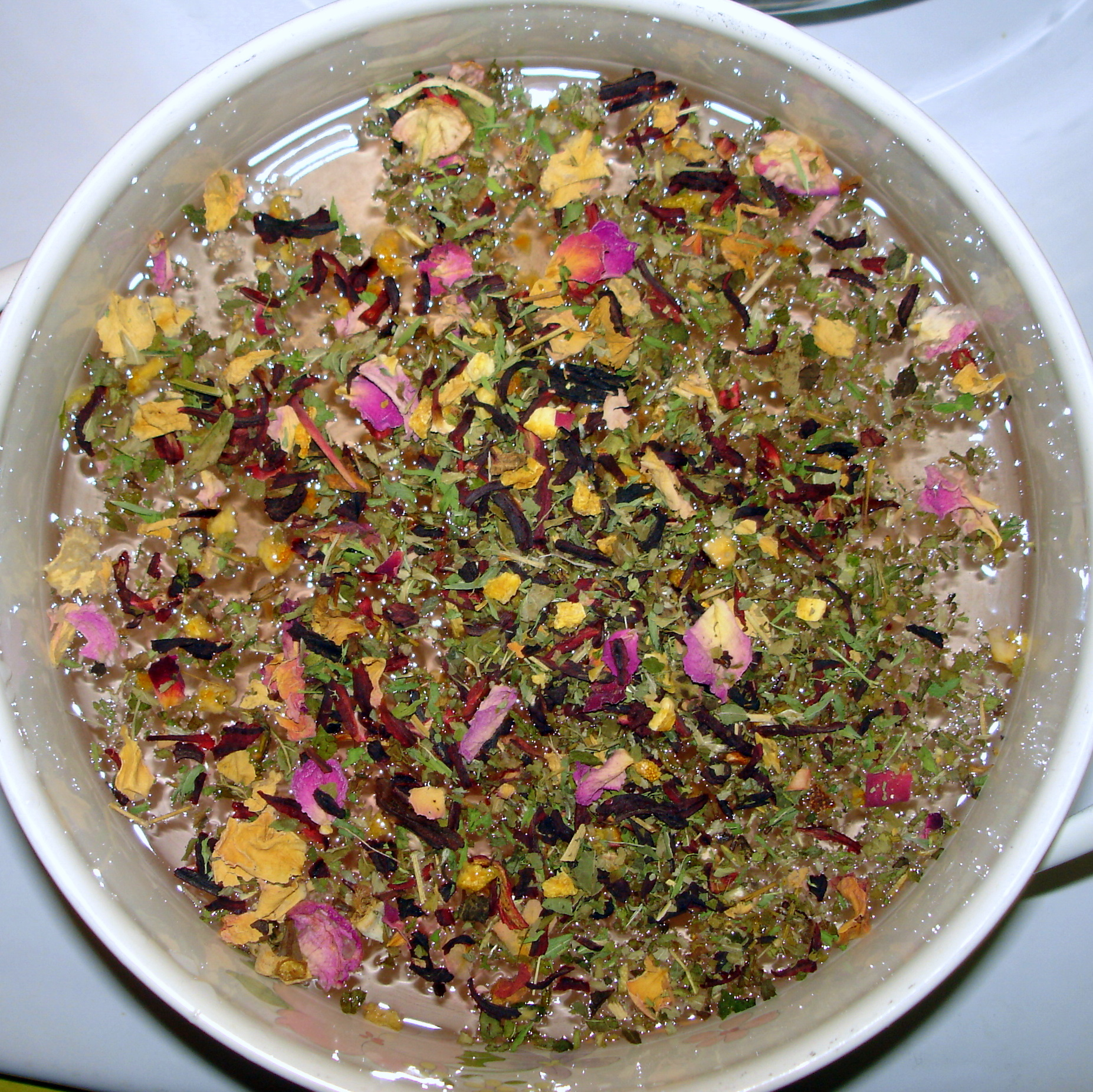
Una tisana d'Hibiscus

Aquestes begudes es diferencien de les begudes amb cafeïna com el cafè, maté, kuding, i els tes i de les begudes descafeïnades de les quals s'ha extret la cafeïna. A més de ser begudes algunes tenen efectes medicinals.
Es poden servir fredes o calentes. N'hi ha de documentades des de l'Antic Egipte i la Xina Antiga. En xinès es coneixen com a liang cha (涼茶)

## Etimologia

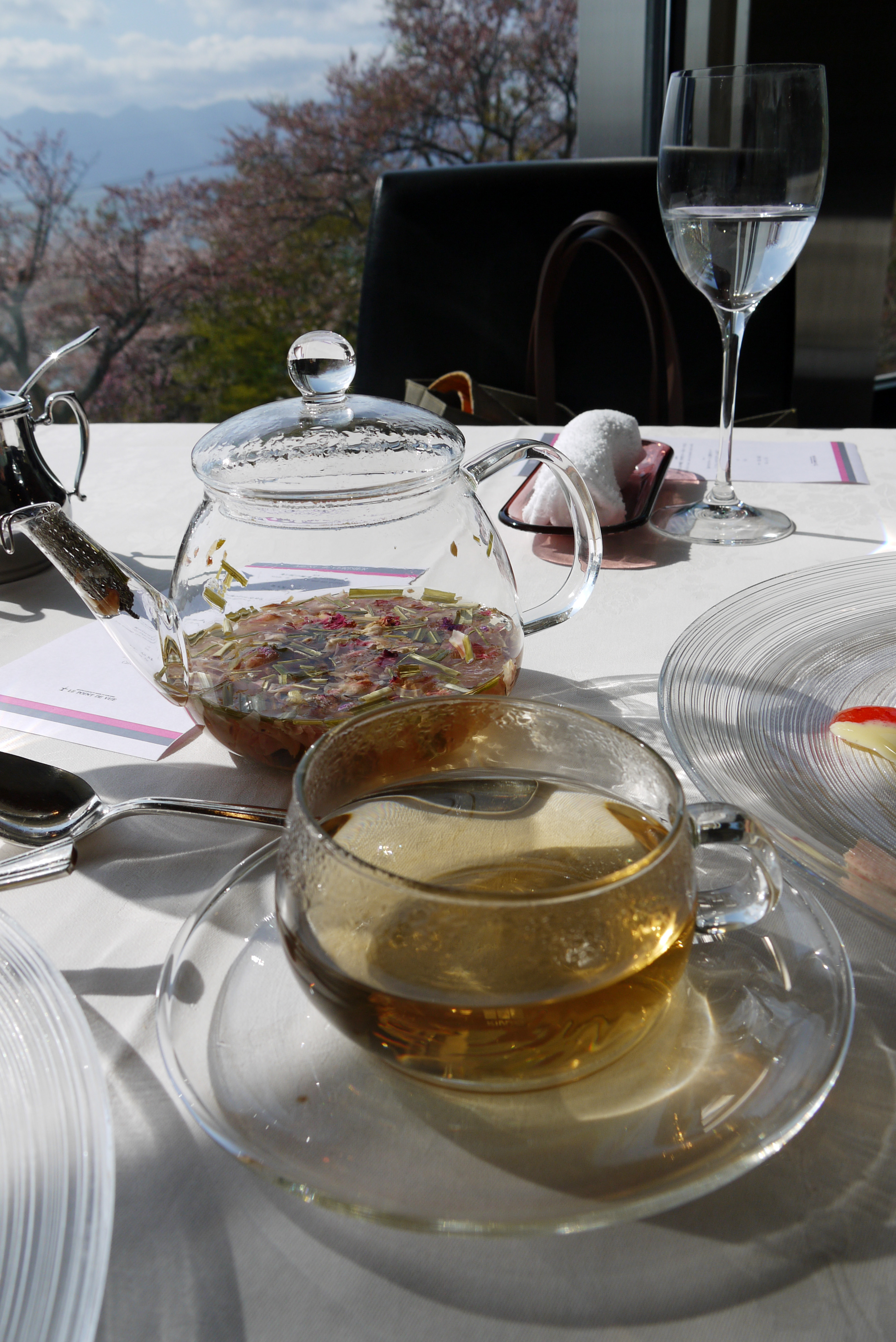
Tisana

La paraula "tisana" prové del grec antic πτισάνη (ptisanē), que era una beguda feta amb ordi pelat.

### Tisanes principals
- Infusions d'anís fetes ja sia de les llavors o de les fulles.
- De fulla de la Centella asiatica
- Carxofa
- Boldo
- Infusió de Cannabis
- Nepeta
- Camomil·la alemanya
- Che Dang, fet de Ilex causue
- De crisantem, Dim sum
- Canyella
- De fulles de la Coca
- De les fulles del cafè
- De pela de Citrus
- Cafè de Taraxacum
- D'Echinacea
- Saüc
- De Viscum album
- Fonoll
- Genciana
- Gingebre a les Filipines es diu salabat
- Ginseng
- Goji
- Crataegus
- Hibiscus
- Honeybush relacionada amb el rooibos
- Marrubium vulgare
- Houttuynia
- Hydrangea
- Jiaogulan
- D'Epilobium angustifolium
- Cafè d'ordi
- Blat torrat usat a Postum.

- Rooibos

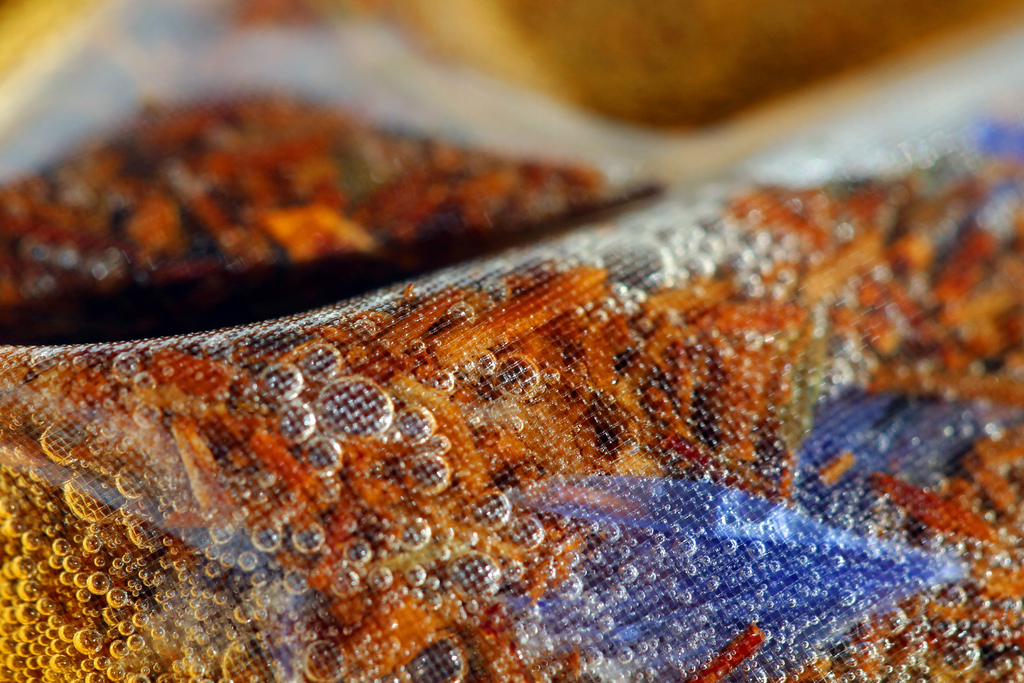
Rooibos.

- De fruits de roser (sovint mesclat amb hibiscus)
- Romaní (planta)
- Sàlvia
- Stevia
- Timó
- Valeriana
- Verbena
- Vetiver
- Galium odoratum